# Caazapá (cidade)
Caazapá é um distrito do Paraguai, localizado no departamento de Caazapá. Sua população é de 23.996 habitantes e sua economia é baseada na agroindústria.
O marco fundacional da cidade foi a descoberta de uma fonte d'água pelo franciscano Luís de Bolaños no dia 10 de janeiro de 1607. No lugar foi fundada a redução de "San José de Caazapá" .
Em janeiro de 2007, parte das cinzas de Bolaños foram levadas para a cidade.

## Transporte
O município de Caazapá é servido pelas seguintes rodovias:
- Ruta 08, que liga a cidade de San Estanislao ((Departamento de San Pedro) ao município de Coronel Bogado.
- Caminho em terra ligando a cidade ao município de General Higinio Morínigo
- Caminho em terra ligando a cidade ao município de Yegros
- Caminho em terra ligando a cidade ao município de Buena Vista
- Caminho em rípio ligando a cidade ao município de Maciel[4][5][6]